# Madagaskarrupsvogel
De madagaskarrupsvogel (Ceblepyris cinereus synoniem: Coracina cinerea) is een rupsvogel die  endemisch is  op Madagaskar. De Comorenrupsvogel (Ceblepyris cucullatus) die alleen op de Comoren (eilandengroep) voorkomt wordt ook wel als een ondersoort van de Madagaskarrupsvogel (C. cinerea cucullata) beschouwd.

## Verspreiding en leefgebied
De soort telt twee ondersoorten:
- C. c. cinerea: noordelijk en oostelijk Madagaskar.
- C. c. pallida: westelijk en zuidelijk Madagaskar.

De vogel komt voor in verschillende typen bos, zowel vochtig laaglandbos als droge bossen.

## Status
De grootte van de populatie is niet gekwantificeerd, maar er is geen aanleiding te veronderstellen dat de soort bedreigd wordt in zijn voortbestaan. Daarom staat de Madagaskarrupsvogel als niet bedreigd op de Rode Lijst van de IUCN.